# وان وندربیلت
وان وندربیلت (انگلیسی: One Vanderbilt) آسمان‌خراشی در منهتن نیویورک سیتی است. این برج چهارمین بلندترین ساختمان در نیویورک به‌شمار می‌آید.